# SEMA3C
SEMA3C‏ (Semaphorin 3C) هوَ بروتين يُشَفر بواسطة جين SEMA3C في الإنسان.